# Federico Soto Mollá
Federico Soto Mollá, (Alacant 1873-1926) fou un advocat i polític liberal valencià, que va ser alcalde d'Alacant i president del Casino d'Alacant.

## Biografia
Federico va néixer a Alacant, de família de comerciants; el seu pare Francisco Soto Pérez era un home emprenedor dedicat al comerç majorista de salats, que en 1907 cofundà i va presidir la «Societat del Canal de l'Horta d'Alacant» que portava aigua des de Villena com a alternativa al centenari «Sindicat de Regs de l'Horta d'Alacant» del pantà de Tibi i que va arribar a ser president de la Cambra de comerç d'Alacant (1911-15).
Federico va estudiar dret i a més va obtenir llicència de corredor de comerç, es va casar amb Ma Rosa Chápuli, rica hereva d'un important contractista d'obres d'Alacant. Aviat va trobar el seu avenir en la Junta d'Obres del Port d'Alacant que presidia Guillermo Campos i en 1903 va començar a treballar com a secretari-comptador, treball que mantindria —amb interrupcions— tota la seva vida professional. Allí va iniciar una duradora aliança amb el seu parent i mentor en el Partit Liberal, Federico Clemente Ayala.
En 1909 Clemente es va fer càrrec de la prefectura local dels liberal-demòcrates, després de renunciar Rafael Beltrán, integrant la seva facció en el sector d'Emilio Díaz-Moreu, canalejista. Federico Soto va acudir a les eleccions locals d'aquest any en les seves llistes i va resultar escollit tot i amb dificultats, i aviat va presentar un projecte de sanejament per a la ciutat amb millores de clavegueram encara que no es va poder dur a terme.
El 9 d'octubre de 1910 es va preparar la inauguració del canal de reg projectat per enginyer Montagut per a la societat que fundés el seu pare juntament amb Fco. Alberola, el baró de Finestrat, J. Ausó i A. Salvetti entre d'altres, que portava aigua des de Villena a l'Horta d'Alacant, es va anunciar l'assistència del ministre de Foment Fermín Calbetón y Blanchón i amb l'assistència de Trinitario Ruiz Valarino. L'acte es va realitzar al pantanet de Mutxamel, i la primera finca en rebre aigua va ser una de Fco Alberola. Aleshores la societat la presidia Federico Soto i, després de la visita, li fou concedida l'encomanda de la recent creada «Orde civil del Mèrit Agrícola».
Després de dimitir l'alcalde liberal-conservador Luis Pérez Bueno, el 24 de desembre de 1910, Federico Soto, amb només 37 anys, va prendre possessió de l'alcaldia d'Alacant on va comptar amb el suport del seu mentor com a tinent d'alcalde. La seva primera mesura va ser nomenar l'escriptor Gabriel Miró el seu secretari particular.
L'11 de febrer de 1911 va venir el rei Alfons XIII després d'assistir a unes maniobres militars a Cartagena acompanyat al tren pel president Canalejas i van ser rebuts per l'alcalde Soto i una multitud d'alacantins; quatre dies després, després d'inaugurar el nou edifici del Reial Club de Regates d'Alacant (RCRA) i la línia de ferrocarril Alacant-la Vila Joiosa, partien cap a Madrid.
En aquesta 1a etapa, va ordenar la construcció de la plaça de Canalejas en terrenys cedits per membres de la família Rojas (Alfonso i Juan), així com l'autorització per a la construcció del monument en honor del «Fill Adoptiu» d'Alacant, president, ministre i diputat per aquesta circumscripció, José Canalejas.
Es va reorganitzar l'estatut de la Banda de Música municipal —creada en 1891— dotant-la de reglament i es va tornar crear una acadèmia de formació, l'alcalde tractava de fer atractiva la ciutat i captar turistes amb les festes. A més, per iniciativa del metge i regidor de l'oposició Antonio Rico Cabot (cap de la coalició republicana-socialista) es va acordar comprar al juliol 4/5 parts del Tossal, on està situat el castell de Sant Ferran i destinar-lo a parc municipal alacantí (en 1912 l'1/5 restant), els anteriors alcaldes havien fet cas omís.
Per preparar les festes en honor de la patrona d'Alacant es va preparar una llarguíssima traca al juliol, i just abans d'agost va haver-hi una competició d'avions València-Alacant organitzada juntament amb l'alcalde de València Ernesto Ibáñez Rizo. Després es van celebrar les festes amb l'acostumat: corrides de toros, concursos de tir, regates, concerts i l'alada a la «Verge del Remei».
A principis de desembre l'alcalde Soto, va aconseguir que el Ministeri de la Guerra permetés escometre una altra repoblació dels vessants del castell de la Santa Bàrbara i aquest mateix mes li va ser concedit un segon mandat com a alcalde de la ciutat d'Alacant.

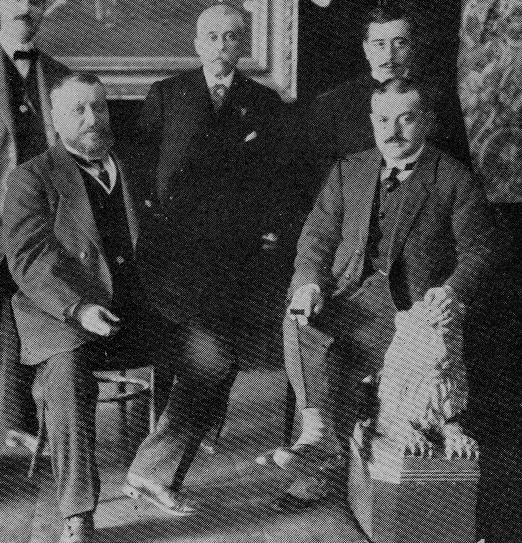
El diputat Francos Rodríguez i l'alcalde Soto asseguts i darrere, Gabriel Miró escriptor i el secretari-interventor de l'Ajuntament

En sessió plenària, celebrada a final de gener de 1912, l'Ajuntament donava a conèixer l'agraïment a les persones que havien ajudat a la ciutat, José Canalejas, el senador Emilio Díaz-Moreu i els diputats Díaz-Moreu fill i José Francos Rodríguez.
Preparant la nova visita dels reis, ABC va realitzar un reportatge en 1912 sobre la ciutat i el 17 de març de 1912 va tornar una altra vegada el rei, per invitació d'una comissió presidida per Díaz-Moreu. S'hostatjaren al iot «Giralda» i tot Alacant va participar en l'esdeveniment durant el qual van recórrer a peu el centre de la ciutat des de l'Ajuntament al «Teatre Principal», passant per la llavors col·legiata de Sant Nicolau (avui cocatedral de Sant Nicolau de Bari). Aquesta nit el president Canalejas es va allotjar a casa de Díaz-Moreu com sempre feia quan anava a aquesta ciutat.
Durant 1912 l'alcalde Soto va continuar amb l'execució del projecte municipal de prolongació d' Alfons el Savi des de la plaça de la Independència (plaça dels Cavalls) fins a la «Estació del tren de Madrid», avui avinguda de l'Estació. Igualment la prolongació del passeig del Doctor Gadea fins al seu encreuament amb Alfons el Savi (l'actual passeig de F. Soto). Se li va plantejar el problema de l'església del Carme (avui plaça del Carme), que era part de l'antic convent de l'Orde dels Carmelites Descalços que va ser desamortitzat i convertit en caserna pel Govern en el segle xix. Va tenir Soto que bregar amb la diòcesi perquè el temple, que si romania en mans de l'Església, es trobava en una situació lamentable i va caldre derruir-la contra el parer del bisbat.
També va ordenar labors d'ornat i reparació per tota la ciutat, i es va instal·lar fanals elèctrics al passeig de l'Esplanada. L'alcalde va haver de demanar crèdit per afrontar els pagaments al maig del 1912 amb la «Compañía Madrileña de Alumbrado y Calefacción de Gas» que —després d'un ultimàtum— va tallar el subministrament d'electricitat i gas a la ciutat; després de prendre dures mesures es va haver de municipalitzar el servei. A l'estiu, a proposta del regidor Edmundo Ramos Prevés, l'Ajuntament va comprar un solar a la Junta d'Obres del Port en el moll de Llevant a fi de construir allí una casa de socors al costat dels pavellons dels Carrabiners (edificis de duanes després de l'hotel Meliá) a causa dels freqüents tumults que per allí s'organitzaven.
El problema heretat de la ubicació del nou cementiri seguia sense resoldre's (el de Sant Blai era insuficient,) però per fi el 27 de setembre es va rebutjar la finca «La Cigonya» (solució de l'anterior corporació) i es va gestionar la compra de la finca anomenada «Vila Teresa» propietat de Vicente Guillén Navarro, deixant-se un senyal en dipòsit (es va adquirir la propietat en 1914).
En octubre es va produir el tràgic accident a l'«Estació del tren de Madrid», en el qual a causa de la falta d'experiència dels conductors, un tren va travessar completament l'estació i va acabar parant en les escales d'accés a esta, matant a diverses persones i ferint a unes altres. El comportament del degà del «Cos de Beneficència» Pascual Pérez, va motivar que l'alcalde Soto sol·licités per al metge la concessió de la Creu de Beneficència.
El mes següent va ser dur per tot Espanya per l'atemptat contra José Canalejas, i el 30 de novembre Díaz-Moreu va organitzar a Alacant un homenatge al president i amic al que van assistir l'alcalde Soto, el diputat alcoià Santiago Reig Aguilar-Tablada, el tinent d'alcalde Federico Clemente, el nou president de la Diputació Provincial d'Alacant Higinio Formigós, el diputat J. Francos Rodríguez i Gabriel Miró.
El comte de Romanones es va fer càrrec del govern i del partit dels liberal-demòcrates, i Soto va buscar acomodament en el sector romanonista però en arribar Nadal va dimitir, el 30 de desembre d'aquest any. El ple li va admetre els seus motius i va ser substituït en l'alcaldia pel regidor Edmundo Ramos.
Soto va tenir bons projectes i afany per millorar la ciutat però, tant el com la seva comissió de Govern, no van saber buscar finançament per als seus plans. En paraules del regidor Rico: s'havia perdut tota experiència de rebre ajudes de l'Estat.
Al març de 1913 va morir Díaz-Moreu i les files liberals triarien cap a Alacant a Alfonso de Rojas quedant Francos Rodríguez com l'única referència «alacantina» en el panorama nacional.
Sent president del Casino d'Alacant, Federico Soto (1913-15), en 1915 va acollir una reunió d'importants de la ciutat per crear un projecte anomenat llavors «de construcció de cases barates», projecte liderat pel també liberal Antonio Bono Luque, i que va donar suport a la Caixa d'Estalvis d'Alacant de la ciutat, la qual cosa va motivar que Soto entrés a formar part del patronat (consell) d'aquesta entitat de crèdit.

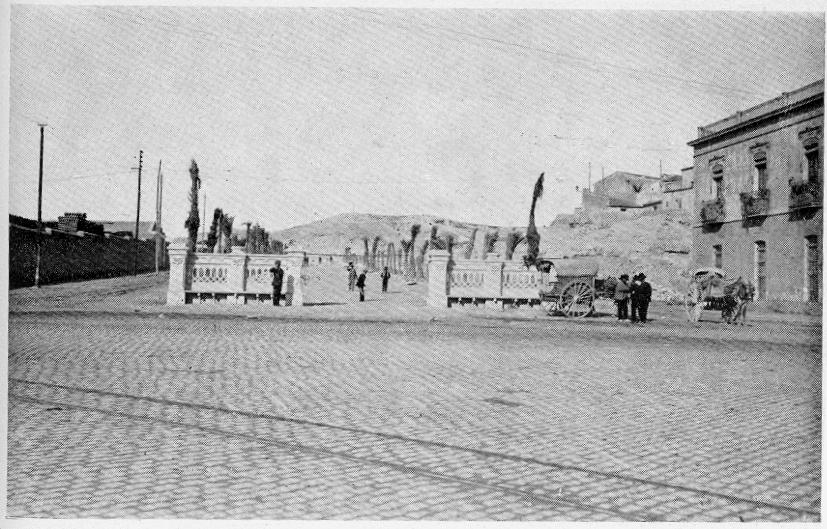
El passeig de Federico Soto amb el Tossal al fons i la Montanyeta a la dreta.

El 12 de desembre de 1915 va ser nomenat governador civil d'Osca i poc més d'un any després (1917), cansat de desacords amb part de la premsa aragonesa, va dimitir i va tornar a Alacant.
El 5 de juny de 1917, Federico Soto va sol·licitar a l'Ajuntament d'Alacant —sota l'alcaldia de Ricardo Pascual del Pobil— l'adquisició, en nom i representació de la seva esposa María Rosa Chápuli, del solar i construcció de l'antic Mercat de la Carn, situat enfront de l'Esplanada d'Espanya i el carrer de Sant Ferran. L'Ajuntament va acceptar la seva oferta i el contracte es va subscriure en la notaria del regidor Pablo Jiménez Sampelayo. Allí María Rosa Chápuli va construir un edifici d'habitatges i locals comercials que va habitar la seva família, la resta del solar ho van comprar els Lamagniere.
Pel que fa a la seva situació interna en el partit, si bé formava part del sector de Romanones, la política municipal alacantina se li escapava de les mans puix que el relleu generacional i les divisions van fer mossa en les files liberals, així que decebut amb la situació va anar evolucionant a postures més conservadores, sent acusat d'aproximar-se a Eduardo Dato. Soto va arribar més enllà i a l'estiu de 1917 es va unir a la sucursal alacantina de la Lliga Regionalista, el partit de Francesc Cambó que va liderar H. Madrona —antic conservador— i al que es va unir Antonio Martínez Torrejón cofundador del Círculo Maurista a Alacant. Es va publicar un manifest a El Luchador titulat «El regionalismo en Alicante» parlant de les virtuts del regionalisme en general i del catalanisme particular. Les crítiques van venir de tot arreu, recordant l'origen manxec de Madrona i el valencià de Antonio Martínez Torrejón; només es va salvar Soto pel seu origen alacantí. Per aquesta època de proximitat amb Martínez Torrejón va ocupar una vicepresidència de la Creu Roja alacantina.
Aquella aventura política va resultar un fracàs i Soto va continuar amb la seva labor en el Port d'Alacant com a secretari-comptador amb Federico Clemente, el seu antic mentor, com a president de la Junta d'Obres del Port però a més en 1923 va ser nomenat cònsol honorari de la República de Veneçuela a Alacant fins que va morir prematurament a Madrid el 25 d'abril de 1926.
El seu fill gran, Federico Soto Chápuli, va ser cofundador de Falange Española a Alacant i va ser afusellat juntament amb el seu germà Alfonso, també falangista, el 29 de novembre de 1936.